# Penstemon virens
Penstemon virens är en grobladsväxtart som beskrevs av Francis Whittier Pennell och Per Axel Rydberg. Penstemon virens ingår i släktet penstemoner, och familjen grobladsväxter. Inga underarter finns listade i Catalogue of Life.